# 朗霍弗島
朗霍弗島（英語：Langhofer Island），是南極洲的島嶼，位於埃爾斯沃思地，處於麥納馬拉島以東1公里的阿博特冰架北側，該島嶼現時由南極條約體系管理。